# Peter Carl Goldmark
Peter Carl Goldmark (em húngaro:  Goldmark Péter Károly) (Budapeste, 2 de dezembro de 1906 — Condado de Westchester, 7 de dezembro de 1977) foi um engenheiro húngaro naturalizado estadunidense.
Durante o tempo em que trabalhou na Columbia Records, foi fundamental no desenvolvimento do disco de vinil (LP).

## Vida e início de carreira
Nascido em uma família judia húngara, Goldmark teve sua primeira exposição à televisão em 1926, enquanto fazia pós-graduação em Viena. Em 1936, Goldmark ingressou no CBS Laboratories e, um ano depois, tornou-se cidadão naturalizado dos Estados Unidos .
Goldmark se casou com Frances Trainer, de quem se divorciou. Juntos, eles tiveram quatro filhos; três filhos: Peter Jr., Christopher, Andrew e uma filha: Frances. Depois de se divorciar de Frances Trainer, Goldmark se casou com Diane Davis e teve mais dois filhos: Jonathan e Susan.

## Trabalho
Além de seu trabalho no disco LP, Goldmark desenvolveu tecnologia de cores sequenciais de campo para televisão em cores enquanto estava na CBS. O sistema, demonstrado pela primeira vez em 29 de agosto de 1940 e mostrado para a imprensa em 3 de setembro usava uma roda de cores girando rapidamente que alternava a transmissão em vermelho, verde e azul. O sistema transmitia em 343 linhas, cerca de 100 a menos que um aparelho preto e branco, e em uma taxa de varredura de campo diferente e, portanto, era incompatível com os aparelhos de televisão atualmente no mercado sem adaptador.
Embora a CBS tenha transmitido em cores com o sistema Goldmark em 1950-1951, a tecnologia de "cor compatível" desenvolvida para RCA e NBC (por uma equipe liderada por Richard Kell, George H. Brown e outros) era compatível com as TVs em preto e branco existentes. Goldmark e outros apontaram que o sistema de roda de cores CBS forneceu melhor qualidade de imagem (embora resolução de imagem inferior) do que o sistema RCA, mas o problema de compatibilidade provou sua queda. Um sistema de cores RCA / NBC aprimorado, enviado em julho de 1953, tornou-se o padrão da indústria escolhido pela Federal Communications Commission (FCC) em dezembro de 1953. Ironicamente, as câmeras usando o sistema de roda de cores continuaram a ser usadas para pesquisas científicas por várias décadas, incluindo as câmeras de TV coloridas da superfície lunar durante todos os pousos lunares da NASA, no programa Apollo na década de 1970. Goldmark também continuou seu trabalho no desenvolvimento de novas tecnologias relacionadas ao LP, como o Highway Hi-Fi , um sistema projetado para reproduzir discos LP de 7 polegadas em automóveis.
Após o sucesso do disco LP, Goldmark passou as duas décadas seguintes no CBS Laboratories trabalhando em várias invenções, a principal delas era o EVR, o Gravador de Vídeo Eletrônico. Este dispositivo futurista de reprodução de vídeo doméstico usava rolos de filme armazenados em cassetes de plástico para armazenar eletronicamente sinais de áudio e vídeo, e foi anunciado pela primeira vez em 1967. Um protótipo P&B foi demonstrado em 1969 (prometendo reprodução de cores em modelos futuros), mas a invenção fracassou quando provou ser difícil e caro de fabricar. A CBS também estava preocupada com o potencial de competição de aparelhos de vídeo doméstico, especialmente aqueles que podiam gravar - um medo que acabou se revelando presciente. Tal como acontece com televisão a cores, sistema baseado em filme EVR de Goldmark foi substituída por outra tecnologia, neste caso o formato U-Matic 3/4 videocassete, da Sony, no final de 1971, uma vez que o formato de fita cassete era mais barato e mais eficaz. No entanto, Goldmark de os discos de vinil de longa duração permaneceram o padrão na indústria musical até que o CD substituiu o LP no final dos anos 1980.

## Vida posterior
Goldmark foi agraciado com a Medalha Elliott Cresson em 1969. Ele recebeu o Golden Plate Award da American Academy of Achievement em 1970. 
Aproximando-se da idade de aposentadoria obrigatória da empresa de 65 anos, Goldmark deixou os Laboratórios CBS em 1971 e formou a Goldmark Communications, onde desenvolveu pesquisas sobre o uso de tecnologias de comunicação para fornecer serviços como teleconferência e consultas médicas remotas para pessoas em áreas rurais. Financiado pela US National Science Foundation no início dos anos 1970, o "New Rural Society Project" foi realizado na Fairfield University em Fairfield, Connecticut, e conduziu estudos-piloto em todo o estado na região relativamente rural de Windham, no leste de Connecticut. Em 1969, ele foi premiado com a Medalha David Sarnoff pela Sociedade de Engenheiros de Cinema e Televisão. Em 1972, ele foi reconhecido por sua liderança no campo da inovação tecnológica pelo Instituto de Pesquisa Industrial ao receber a ilustre Medalha IRI.
Em 22 de novembro de 1977, o presidente Jimmy Carter presenteou Goldmark com a Medalha Nacional de Ciência estadunidense "Por contribuições para o desenvolvimento das ciências da comunicação para educação, entretenimento, cultura e serviço humano".
 

Goldmark morreu aos 71 anos, vitima de um acidente automobilístico em 7 de dezembro de 1977, no condado de Westchester, Nova York.